# Ordonnances de 1944 sur la presse
Les ordonnances de 1944 sur la presse, prises à la Libération ou un peu avant, visaient à organiser un nouveau système médiatique garantissant la liberté d'expression et un pluralisme de la presse, après la guerre de 1939-1945, qui avait vu la quasi-totalité de la presse collaborer avec les Allemands : n'ont fait exception que les journaux qui ont cessé de paraître d'une part et les journaux clandestins de la Résistance aux mains de la résistance intérieure française d'autre part.
L'un des objectifs est de lutter contre la concentration des entreprises de presse : elles précisent qu'il n'est pas possible pour un même patron de presse d'être aux commandes de plusieurs titres et d'exercer une fonction extérieure. Dans une économie française alors marquée par la pénurie, la concentration verticale, de la production de papier à la distribution des journaux, est proscrite. Peu après sera créée l'Agence France-Presse, pour donner à tous les journaux, petits ou grands, l'accès à l'actualité mondiale, et la Société professionnelle des papiers de presse, qui vient remplacer le Comité des papiers de presse créé en 1936 et accusé de jouer le rôle de trust.

## Ordonnance du6 mai 1944
La première ordonnance, celle du 6 mai 1944, prise par le gouvernement provisoire de la République française, et son commissaire à la Justice François de Menthon, avant le débarquement de Normandie du 6 juin 1944, réaffirme la liberté de la presse.
Elle abolit la censure et restaure le régime de la loi sur la liberté de la presse de 1881. Cette ordonnance aggrave même la répression des délits de presse prévue par cette loi du 29 juillet 1881.
En ce qui concerne le délit de diffamation, le gouvernement provisoire a voulu restaurer la paix sociale et le droit à l'oubli en restreignant la possibilité de rapporter la preuve des faits diffamatoires lorsque l'imputation se réfère à des faits qui remontent à plus de dix ans. Ainsi, le cinquième alinéa de l'article 35 de la loi de 1881 a été modifié afin d'éviter que la liberté d'expression ne conduise à rappeler des faits anciens portant atteinte à l'honneur et à la considération des personnes qu'elles visent. En revanche, cette disposition, rédigée en des termes généraux, s'applique aussi aux écrits résultant de travaux historiques ou scientifiques ainsi que les imputations se référant à des événements dont le rappel ou le commentaire s’inscrivent dans un débat public d’intérêt général. Elles ont été contestées par des prévenus par la procédure de la question prioritaire de constitutionnalité puis censurées par le Conseil constitutionnel dans sa séance du 20 mai 2011.

## Ordonnance du22 juin 1944
L'ordonnance du 6 mai est complétée par celle du 22 juin 1944 « relative à la mise sous séquestre des entreprises de presse sur le territoire métropolitain au cours de sa libération », qui prévoit que les entreprises qui avaient collaboré avec l'ennemi verront ensuite leurs biens confisqués et redistribués.

## Ordonnance du26 août 1944
L'ordonnance du 26 août 1944, prise très peu de temps après le début de la Libération de la France, fixe les critères économiques, financiers et moraux pour la réorganisation du secteur de la presse écrite.
Elle a pour objectif de sanctuariser la presse vis-à-vis des puissances de l'argent et de l'influence de l'État, tout en assurant l'indépendance des journaux et leur transparence, afin que la presse devienne « une maison de verre ». La Fédération nationale de la presse française (FNPF), adopte en novembre 1945 une « Déclaration des droits et des devoirs de la presse », qui affirme que « la presse n'est pas un instrument d'objet commercial mais un instrument de culture ».
La presse a pour mission de « donner des informations exactes, défendre des idées, servir la cause du progrès humain », stipule cette déclaration. L'ordonnance interdit aussi le recours aux prête-noms. L'article 4 prévoit ainsi des sanctions contre « toute personne convaincue d'avoir prêté son nom au propriétaire, au copropriétaire ou au commanditaire d'une publication ».

## Ordonnance du30 septembre 1944
L'ordonnance du 30 septembre 1944 décréte la dissolution des titres ayant paru sous l'occupation de la France par l'Allemagne. Elle crée, à titre provisoire, l'Agence France-Presse, destinée à remplacer l'Office français d'information lié au gouvernement de Vichy. Selon l'historien de la presse Patrick Eveno, environ 90 % de quotidiens ayant paru sous l'occupation ont été interdits à la Libération, tandis que leurs propriétaires se sont vus interdire d'éditer de nouveaux titres.
Ces ordonnances entraînent une floraison de titres, en particulier de quotidiens qui ont constitué leurs équipes les journaux clandestins de la Résistance, comme Combat, Défense de la France de Robert Salmon, Philippe Viannay et Jean-Daniel Jurgensen qui devient France-Soir en novembre 1944, Franc-Tireur d'Élie Péju, Georges Altman et Albert Bayet et Libération d'Emmanuel d'Astier de La Vigerie.

## Loi du13 mai 1946
Une Société nationale des entreprises de presse (SNEP) est créée pour gérer, puis redistribuer les biens confisqués des entreprises de presse ayant collaboré pendant l'Occupation.

## Conséquences
La grande réforme annoncée par les ordonnances de 1944 d'un statut de la presse n'a jamais complètement vu le jour, car s'est mis en place une addition de mesures particulières, sous la pression d'une partie des patrons de presse. La loi du 31 décembre 1945 exempte d'impôts sur les bénéfices les journaux qui ont remboursé l'avance financière qui leur a été consentie au moment des ordonnances. Finalement, d'après l'historien Dominique Pinsolle, « le marché [reprend] ses droits [dès 1947], ouvrant la voie à une nouvelle période de concentration qui ne s'est jamais interrompue [depuis] ».